# Sommet du G7 de 1984
Pour un article plus général, voir Sommet du G8.
Le sommet du G7 1984, 10e réunion du G7, réunissait les dirigeants des 7 pays démocratiques les plus industrialisés, ou G7, du  7 au 9 juin 1984, au sein de la Lancaster House à Londres (Royaume-Uni).

## Participants
| Participants au G7            |                            |                     |                      |
| Membre                        | Membre                     | Représenté par      | Fonction             |
| Drapeau du Canada             | Canada                     | Pierre Trudeau      | Premier ministre     |
| Drapeau de la France          | France                     | François Mitterrand | Président            |
| Drapeau de l'Allemagne        | Allemagne de l'Ouest (RFA) | Helmut Kohl         | Chancelier           |
| Drapeau de l'Italie           | Italie                     | Bettino Craxi       | Président du Conseil |
| Drapeau du Japon              | Japon                      | Yasuhiro Nakasone   | Premier ministre     |
| Drapeau du Royaume-Uni        | Royaume-Uni                | Margaret Thatcher   | Premier ministre     |
| Drapeau des États-Unis        | États-Unis                 | Ronald Reagan       | Président            |
| Drapeau de l’Union européenne | Commission européenne      | Gaston Thorn        | Président            |